# Bawarski S 2/6
S 2/6 – niemiecka lokomotywa parowa kolei bawarskich wyprodukowana w 1906 roku w jednym egzemplarzu. Była używana do prowadzenia pociągów pospiesznych. Konstruktorem parowozu był Anton Hammel. Lokomotywa parowa S 2/6 w 1907 roku ustanowiła światowy rekord prędkości parowozu osiągając prędkość maksymalną 154,5 km/h. Parowóz w 1925 roku został eksponatem w Norymberdze.
Dla parowozu przewidziano niemieckie oznaczenie serii 15 001, lecz został wycofany ze służby przed przenumerowaniem.